# Buková (Slovacchia)
Buková (in ungherese Bikszárd) è un comune della Slovacchia facente parte del distretto di Trnava, nella regione omonima.